# Mimemodes frigidus
Mimemodes frigidus es una especie de coleóptero de la familia Monotomidae.

## Distribución geográfica
Habita en Nueva Guinea.